# Östflandern

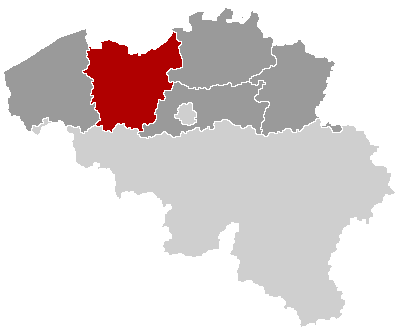
Provinsen Östflandern (rött) i regionen Flandern (mörkgrått) och Belgien.

Östflandern eller Oost-Vlaanderen, provins i Flandern i nordvästra Belgien. Provinsen har 1.505.053 invånare (2018) och en area på 2 982 km² och är en av Europas mest tätbefolkade regioner. Provinsens huvudstad är Gent.

## Distrikt och kommuner
Provinsen delas in i sex distrikt och 65 kommuner (gemeenten).
Distriktet Aalst:
- Aalst
- Denderleeuw
- Erpe-Mere
- Geraardsbergen
- Haaltert
- Herzele
- Lede
- Ninove
- Sint-Lievens-Houtem
- Zottegem

Distriktet Dendermonde:
- Berlare
- Buggenhout
- Dendermonde
- Hamme
- Laarne
- Lebbeke
- Waasmunster
- Wetteren
- Wichelen
- Zele

Distriktet Eeklo:
- Assenede
- Eeklo
- Kaprijke
- Maldegem
- Sint-Laureins
- Zelzate

Distriktet Gent:
- Aalter
- Deinze
- De Pinte
- Destelbergen
- Evergem
- Gavere
- Gent
- Knesselare
- Lochristi
- Lovendegem
- Melle
- Merelbeke
- Moerbeke
- Nazareth
- Nevele
- Oosterzele
- Sint-Martens-Latem
- Waarschoot
- Wachtebeke
- Zomergem
- Zulte

Distriktet Oudenaarde:
- Brakel
- Horebeke
- Kluisbergen
- Kruishoutem
- Lierde
- Maarkedal
- Oudenaarde
- Ronse
- Wortegem-Petegem
- Zingem
- Zwalm

Distriktet Sint-Niklaas:
- Beveren
- Kruibeke
- Lokeren
- Sint-Gillis-Waas
- Sint-Niklaas
- Stekene
- Temse